# Matt Cortez
Matt Cortez, född 16 april 1979 i Indiana, är en mexikansk gitarrist och basist, som har turnerat med My Chemical Romance, Taking Back Sunday, och Panic! at the Disco. 
Han var 2007 tillfällig basist i My Chemical Romance. Han har även varit inhoppare i ca fem år som gitarrist i MCR när Frank Iero varit sjuk, eftersom han har en sjukdom som sätter ner hans immunförsvar. Man kan också se en skymt av honom i den första "I'm Not Okay (I Promise)"-videon. 